# Douglas Ntesa
Douglas Ntesa Bunzu (2 augustus 2003) is een Belgisch basketballer.

## Carrière
Ntesa speelde in de jeugd van BC Ecole Anderlecht en United Basket Woluwé. In 2021 ging hij spelen bij het Amerikaanse Veritas Academy. Hij trok daarna naar de beloften van AS Monaco Basket. In 2023 trok hij naar Royal IV Brussels en kwam op dubbele licentie uit bij eersteklasser Brussels Basketball waar hij zijn debuut maakte op het hoogste niveau. Hij tekende voor het seizoen 2024/25 bij Brussels en kwam daarnaast ook uit voor derdeklasser Bavi Vilvoorde. Hij verliet Brussels na het seizoen 2024/25.